# Kevin Sancho
Kevin Alberto Sancho Ramos (Heredia, 13 de abril de 1984) es un exfutbolista costarricense que jugó de lateral derecho. Actualmente dirige al club AD Esparza de la segunda división B de LINAFA en Costa Rica. 

## Trayectoria
Sancho comenzó su carrera en el 2003 jugando con el Puntarenas FC. Con el equipo porteño alcanzó la Copa Interclubes UNCAF 2006 luego de ganarle la final en penales al Club Deportivo Olimpia de Honduras.
Fue subcampeón dos veces con el puerto en la Temporada 2005-2006 e Invierno 2009.
Luego de jugar con el Puntarenas FC pasó a jugar en durante el 2009 y 2010 con el Club Sport Herediano.
Para el Invierno 2010 pasó a militar con la Liga Deportiva Alajuelense donde estuvo doce temporadas, ganó cinco campeonatos nacionales y tres subcampeonatos. Además de participar varias veces en la Liga de Campeones de la Concacaf.
En junio de 2015 se confirma su fichaje por el Municipal Liberia, (equipo que fue Campeón de Primera División en el 2009). Sin embargo no jugó con los liberianos y semanas después se anuncia su fichaje internacional con el Manta F de Ecuador.
El 18 de diciembre de 2015 fue presentado con el Uruguay de Coronado para el Torneo de Verano 2016.

## Selección nacional
Kevin Sancho cuenta con seis partidos Clase A con la Selección de Costa Rica, su primer partido sucedió en durante un amistoso ante Venezuela que se realizó en el Polideportivo de Pueblo Nuevo de San Cristóbal.

## Clubes
| Club                    | País       | Año         |
| ----------------------- | ---------- | ----------- |
| Puntarenas F.C          | Costa Rica | 2003 - 2009 |
| C.S Herediano           | Costa Rica | 2009 - 2010 |
| L.D Alajuelense         | Costa Rica | 2010 - 2015 |
| Municipal Liberia       | Costa Rica | 2015        |
| Manta FC                | Ecuador    | 2015        |
| C.S Uruguay de Coronado | Costa Rica | 2016        |
| Municipal Pérez Zeledón | Costa Rica | 2016 - 2019 |
| La U Universitarios     | Costa Rica | 2020 - 2019 |
| Marineros de Puntarenas | Costa Rica | 2020 - 2021 |
| Puntarenas F.C          | Costa Rica | 2021 - 2023 |

## Palmarés

### Títulos nacionales
| Título                         | Club                    | País       | Año  |
| ------------------------------ | ----------------------- | ---------- | ---- |
| Primera División de Costa Rica | L.D Alajuelense         | Costa Rica | 2010 |
| Primera División de Costa Rica | L.D Alajuelense         | Costa Rica | 2011 |
| Primera División de Costa Rica | L.D Alajuelense         | Costa Rica | 2011 |
| Primera División de Costa Rica | L.D Alajuelense         | Costa Rica | 2012 |
| Primera División de Costa Rica | L.D Alajuelense         | Costa Rica | 2013 |
| Primera División de Costa Rica | Municipal Pérez Zeledón | Costa Rica | 2017 |
| Segunda División de Costa Rica | Puntarenas F.C          | Costa Rica | 2021 |
| Segunda División de Costa Rica | Puntarenas F.C          | Costa Rica | 2022 |

### Títulos internacionales
| Título                       | Club           | Sede     | Año  |
| ---------------------------- | -------------- | -------- | ---- |
| Copa Interclubes de la Uncaf | Puntarenas F.C | Concacaf | 2006 |